# عزل مائي
العزل المائي هو حماية المنشآت والمكونات البيئية من العوامل الطبيعية والاصطناعية التي قد تكون سبباً أساسياً في تلفها أو خروجها عن حدود الاستثمار. ويكون العزل باستخدام مواد وأساليب متنوعة بحسب الظروف المحيطة ونوعية المنشأة، وفي إطار الاستثمار السليم للمنشأة من الوجهة البيئية والهندسية والفنية.

## لمحة تاريخية
مصطلح العزل بالعرف الهندسي مصطلح قديم جديد طوره الإنسان منذ محاولاته الأولى لحماية مسكنه البدائي ووسائط نقله كالمراكب النهرية والبحرية؛ إذ استخدم القار لحماية الهياكل الخشبية للمراكب، كما استخدم المصريون القدماء[ ؟ ] القطران لحفظ المومياء. ونحو سنة 625 قبل الميلاد في عهد الملك نبوخذ نصر، استخدم البابليون الزفت في طلاء الأروقة. ثم تطورت استخدامات الزفت وصار يستعمل مادة أساسية في الخلطات المختلفة للطرقات والرقائق. ويعدُّ العسل من أقدم مواد العزل المستخدمة في الحضارات القديمة؛ فقد استخدمه البابليون والسومريون والآشوريون[ ؟ ] والفراعنة واليونان لتغليف التماثيل والأصنام التي كانوا يعبدونها بهدف حمايتها من التلف. وهناك مواد عزل محلية استخدمت في منطقة بلاد الشام لعزل الأسطح مثل القصر ملّ وهو مزيج من الغضار والكلس والرماد الناتج من المحروقات. كذلك استخدم الرومان[ ؟ ] اللاؤونة وهي مزيج من الكلس والزيت والقطن، لعزل وصلات قساطل شبكات توزيع المياه.

## مواد العزل المائي واستخداماتها
يستخدم العزل المائي بصفة أساسية في جميع المنشآت المائية لضمان سلامة نوعية المياه[ ؟ ] والمنشأة الناقلة لها.
اختلفت تسميات مواد العزل القديمة بين قار وقطران وزفت؛ أما القار والقطران فيستخرجان من زيوت أشجار الصنوبر أو الأرز[ ؟ ] أو الشجر المر، ويوجد الزفت على شكل بحيرات أو تجمعات سطحية في المناطق التي تحوي احتياطات نفطية.

من أنواع مواد العزل المائي

ومن مواد العزل المائي: الرقائق بمختلف أشكالها وسماكتها، منها الزفتي والمرن و القماش غير المنسوج non- woven fabric على سبيل المثال لا الحصر. وهناك أيضاً بعض المواد التي تُضاف إلى الخرسانة أو الطينة الداخلية والخارجية والتي تؤدي إلى زيادة الكتامة. وتعدُّ طلاءات الحماية بأنواعها كافة وخصائصها من أهم أنواع العزل المائي. وتكوّن الرقائق من النسيج غير المحاك في تصميم الحماية المائية للطرقات السريعة والسكك الحديدية والأقنية والملاعب وغيرها. وتشكل الرقائق المدعمة بالألياف الزجاجية fiberglass والبوليستر عنصراً أساسياً في حماية السطوح الأخيرة للمنشآت والمباني السكنية. وتعد مادة الإيبوكسي epoxy بأنواعها من أهم المواد المستخدمة في حماية السطوح الداخلية في المنشآت الخاصة بالصناعات الدوائية والغذائية والكيمياوية، لما تتمتع به من مقاومة كيماوية عالية وتوافق مع شروط السلامة الصحية والبيئية. أما الرقائق اللدنة فتستخدم بصفة أساسية عند تنفيذ أحواض النفايات، فضلاً عن استخدامها في السدود التجميعية والبحيرات الاصطناعية.
ويولى العزل قدراً كبيراً من الاهتمام في المناطق الساحلية خاصة، إذ إنَّ التأثير المباشر للمياه المالحة يسبب الاهتراء السريع لمواد البناء التقليدية.
ولا تقل متممات مواد العزل أهمية عن مواد العزل نفسها، وهي تتكون من مواد مطاطية ومعاجين خاصة لفواصل التمدد ومواد لاصقة لحماية أنواع العزل الحراري والصوتي والمائي ومواد التأسيس، إضافة إلى متممات التثبيت من براغٍ وأسافين ولفائف ومواد رابطة ولاصقة يتلاءم تركيبها مع مواد العزل الأساسية وتكوِّن معه النظام المتكامل للعزل المطلوب تنفيذه. ويجب أن تصنع هذه المنتجات من مواد ذات جودة عالية لتضمن عمل نظام العزل المستخدم وكفاءته وملاءمته لطبيعة استخدام المنشأة وعدم تسببها بتأثيرات سلبية في البيئة.

## أنواع العزل المائي
يقسم العزل المائي تبعاً للطريقة المتبعة فيه إلى قسمين أساسيين:
العزل الإيجابي: وهو العزل المائي المعتمد بصورة عامة، ويمكن تعريفه أنه محاولة منع قطرة الماء من الدخول إلى الجسم المراد عزله وتحويل مسارها إلى مصرف يتم اختياره.
العزل السلبي: وهو العزل المائي من الجهة المقابلة لجهة خروج المياه في الجسم المراد عزله. ولا يُلجأ إلى هذه الطريقة إلا عند وجود صعوبة في تطبيق العزل الإيجابي.

## المعايير الواجب توافرها في المواد العازلة
المعايير هي مجموعة المواصفات الضابطة لأي نوع من أنواع مواد العزل والتي يسترشد بها عند اختيار نوع مادة العزل المراد تطبيقها.
تتنوع مواد العزل، كما تتنوع مكوناتها، وليس من السهولة التوصل إلى تقييم جودة هذه المواد من دون اللجوء إلى مخابر تخصصية قد لا تكون متوافرة في كثير من بلدان العالم، إذ إنها تحتاج إلى إمكانات علمية كبيرة وتجهيزات عالية الأداء؛ لذا تقوم بعض الجهات المنتجة لمواد العزل بالالتزام بتطبيق المعايير والمواصفات العالمية لمراقبة الجودة على منتجاتها، ويكون ذلك موضحاً بالوثائق المرفقة لهذه المنتجات والتي تتضمن عادة شهادات اختبار مطبّق على هذه المواد في المختبرات العالمية المتخصصة.
تُختار أنواع المواد العازلة ومواصفاتها تبعاً لوظيفتها وللشروط التنفيذية لعملية العزل المائي؛ لذا لابد من أن يكون قرار اختيار المواد بيد جهة هندسية مسؤولة متخصصة، وأن تطبق أنظمة العزل بوساطة (الورشات) التخصصية لضمان تنفيذها جيداً وفقا للمواصفات.
تطبق الشروط الأكثر صرامة في اختيار مواد العزل المائي في المنشآت المائية المتعلقة بمياه الشرب وفي تنفيذها. فمثلاً، لايكفي أن تكون مواد العزل غير سام لتستخدم في عزل هذه المنشات، بل يجب أن تكون مصنعة وفقاً لقوانين ومواصفات عالمية وتحمل شهادات اختبار خاصة لصلاحيتها لمياه الشرب، عدا المعايير الأخرى التي تتحكم في اختيار مادة العزل مثل رطوبة السطح الذي تطبق عليه وحرارته، والتصاقها به، وطبيعة استثمار السطوح المعزولة وغيرها.
تختلف المعايير المطلوب توافرها في مواد عزل خزانات مياه الشرب عن تلك المطلوبة في مواد عزل خزانات الري والسقاية، ففي الحالة الأولى يجب ألا يكون للمواد أي تأثير على لون الماء وطعمه ورائحته، الأمر الذي لا ضرورة له في الحالة الثانية.
أما فيما يخص الملدنات admixtures المستخدمة في الخراسانات فيفترض أن تكون خالية من الكلور لما له من تأثير في حديد التسليح الموجود في الخرسانة. وأما المعايير الضابطة للرقائق الإسفلتية فلابد من أن تكون متناسبة مع مكان استخدامها. فبعض الرقائق تتحمل حرارة منخفضة تصل إلى 40 درجة مئوية تحت الصفر، في حين يتحمل بعضها الآخر 18 درجة مئوية تحت الصفر وتستخدم في مناطق أقل برودة، ويرتبط هذا كثيراً بعامل مرونة المادة ونقاء أساسيات المواد المركبة لها.
كذلك فإن مقاومة أشعة الشمس يجب أن تكون أحد المعايير الأساسية في اختيار المادة بحيث توفر المرونة[ ؟ ] الكافية لتحمل فروقات درجات الحرارة صيفاً أو شتاء.
إنَّ اختيار المواصفة الجيدة للمعاجين التي تعدُّ من أهم متممات أنظمة العزل بأنواعها كافة أمر على قدر من الأهمية. كذلك لابد من تمييز المواصفة الخاصة للمعاجين الداخلية من المعاجين الخارجية. وكذلك فإن عامل المرونة الذي يختلف من نوع لآخر يعدُّ ضرورياً في اختيار النوع المناسب.
من الطبيعي أن تكون هذه المعايير واضحة في دفاتر الشروط الفنية بحيث لا تترك مجالاً للالتباس عند اختيارها. كما لا بد من تمييز المواصفة المناسبة للمكان المناسب؛ كأن تحوي طلاءات الإيبوكسي على خاصية مقاومة الأشعة فوق البنفسجية إضافة إلى خاصية مقاومتها الكيمياوية عند استخدامها في طلاء الطبقات الخارجية.

## المحافظة على أنظمة العزل وصيانتها
تحتاج أنظمة العزل المختلفة إلى رقابة لمنع سوء استخدامها، وكذلك إلى صيانة دورية، إذ إن الإهمال في الكشف عن هذه الأنظمة قد يؤدي إلى نتائج خطيرة على البيئة وسلامة المستهلك.
وكما أن تطوير أنظمة العزل يهدف إلى حماية الإنسان من العوامل الطبيعية، فإنه لابد بالمقابل من المحافظة على بيئة من خطر الإنسان نفسه. لذا صدرت مؤخراً قوانين صارمة لضبط تصنيع مواد العزل لجعلها صديقة للبيئة.